# Wirtschaftswunder
Wirtschaftswunder ist ein Schlagwort zur Beschreibung des unerwartet schnellen und nachhaltigen Wirtschaftswachstums in der Bundesrepublik Deutschland nach dem Zweiten Weltkrieg. Auch in Österreich wird der rapide wirtschaftliche Aufschwung ab den 1950er Jahren als Wirtschaftswunder bezeichnet. Das Wirtschaftswunder verlieh den Deutschen und Österreichern nach den Schrecken des Zweiten Weltkrieges und dem Elend der unmittelbaren Nachkriegszeit ein neues Selbstbewusstsein. Tatsächlich handelte es sich bei dem starken Wirtschaftswachstum der 1950er und 1960er Jahre um ein gesamteuropäisches Phänomen (Nachkriegsboom). Die Volkswirtschaftslehre nennt dafür mehrere, teilweise umstrittene Gründe. Beispielsweise sei das Wirtschaftswunder nach dem Zweiten Weltkrieg in Deutschland gar kein Wunder im eigentlichen Sinne, sondern ein natürlicher Anpassungsprozess, der durch das Solow-Modell vorhergesagt wird.
Den Begriff „deutsches Wirtschaftswunder“ gab es jedoch schon vor den 50er Jahren, auch außerhalb Deutschlands. Er wurde in Zusammenhang mit der Senkung der Arbeitslosigkeit in den 1930ern gebraucht, die damals auf Grund einer massiven Erhöhung der Staatsschulden erreicht wurde (siehe Sozialpolitik im Nationalsozialismus#Arbeitsmarkt).

## Deutsches Wirtschaftswunder

### Ausgangssituation
Trotz der schwierigen Ausgangslage nach der bedingungslosen Kapitulation im Jahre 1945 waren im Gebiet der späteren Bundesrepublik anders als etwa im Hinblick auf großstädtischen Wohnraum etwa 80 bis 85 Prozent der Produktionskapazitäten unzerstört geblieben. Die Gesamtkapazitäten nach dem Krieg übertrafen sogar jene des letzten Friedensjahres 1938. Auch das Straßen- und Schienennetz war nur punktuell stark zerstört: die zahlreichen Unterbrechungen durch zerstörte Brücken (viele davon kurz vor Kriegsende von Wehrmachtsoldaten gesprengt) und Knotenpunkte konnten relativ schnell behoben werden. Ähnliches galt für die Schifffahrtswege; diese waren durch zerstörte Brücken und kurz vor Kriegsende selbstversenkte Schiffe (die teils Fahrrinnen und Kais blockierten) zunächst vielfach nicht befahrbar.
Hier kam der Wiederaufbau schon vor der Währungsreform von 1948 gut voran, auch die Aufräumarbeiten in den Städten machten bis 1948 schnelle Fortschritte.
Die Besatzungspolitik der Westmächte nach dem Krieg hatte zunächst aber keineswegs die rasche wirtschaftliche Erholung Deutschlands zum Ziel. Der Personenverkehr zwischen den drei Westzonen unterlag noch bis 1948 Beschränkungen. Die von Wirtschaftsexperten wie Ludwig Erhard angemahnte Währungsreform wurde zunächst verweigert. Nach verschiedenen, bereits während des Krieges erörterten, aber später verworfenen Plänen, wie mit dem für den Weltkrieg verantwortlichen Deutschland zu verfahren sei, entschieden sich die westlichen Alliierten schließlich für den Wiederaufbau. Im Vergleich zur Sowjetischen Besatzungszone hielten sich die Demontagen in den westlichen Besatzungszonen in Grenzen. In dem Maß, wie dann die Differenzen zwischen den Weltmächten wuchsen und sich relativ rasch in den Kalten Krieg steigerten, wurden die Wirtschaftshilfen für beide deutsche Staaten ausgeweitet.
Die Reichsmark war nach dem Krieg weitgehend entwertet, nicht zuletzt durch Marktmanipulation des Dritten Reichs. Auch die Löhne in Deutschland wurden bereits vor dem Krieg staatlicherseits eingefroren, obwohl sie nach der Weltwirtschaftskrise bereits unter dem Niveau der Nachbarländer lagen. Eine Währungsreform der Reichsmark war damit unvermeidlich. Sie wurde in den drei westlichen Besatzungszonen am 21. Juni 1948 durch die neue Deutsche Mark abgelöst. Diese Währungsreform schuf die Voraussetzung für eine wirtschaftliche Konsolidierung und vereinfachte die organisatorisch bereits angelaufene Hilfe durch den Marshallplan. Wenige Tage später fand die Übergabe der Frankfurter Dokumente statt:
- Das erste Dokument enthielt die Ermächtigung der Regierungschefs, eine Versammlung der elf Landtage einzuberufen, damit eine angemessene Zentralgewalt und Grundrechte für den neu zu schaffenden Staat ausgearbeitet werden konnten.
- Das zweite Dokument enthielt die Aufforderung, die Ländergrenzen innerhalb der Westzonen anzupassen.
- Das dritte Dokument enthielt die Forderung, Grundzüge eines künftigen Besatzungsstatuts festzulegen.

Die Frankfurter Dokumente können als die Geburtsurkunde der dann 1949 gegründeten Bundesrepublik Deutschland angesehen werden.

### Verlauf
Ende der 1940er Jahre begann im Westen Deutschlands ein dynamischer wirtschaftlicher Aufschwung, der, unterbrochen lediglich von einer Konjunkturdelle in den Jahren 1966 und 1967, bis zur Ölpreiskrise im Jahr 1973 anhielt.

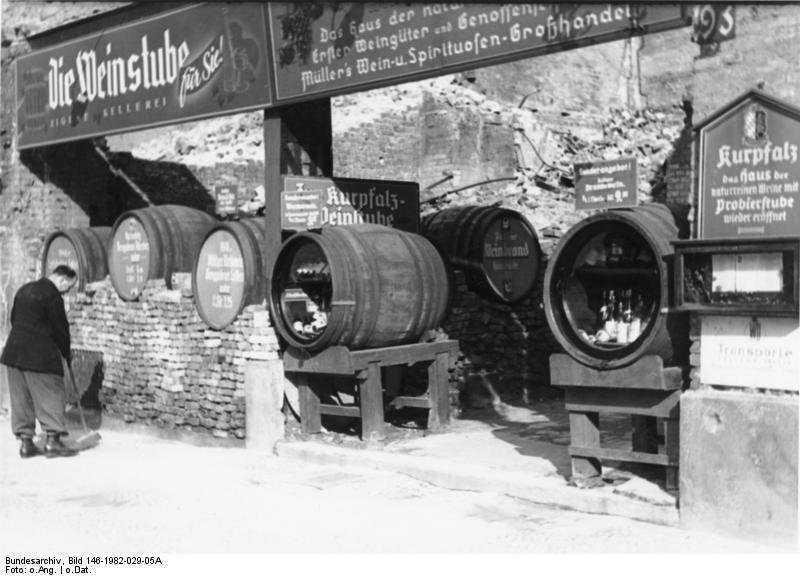
Provisorische Weinstube auf Berliner Trümmergrundstück, genaues Datum unbekannt

Die Währungsreform 1948 beendete den bis dahin verbreiteten Tauschhandel und die Schwarzmarktwirtschaft praktisch über Nacht. Ebenso schnell füllten sich die Regale mit Waren, zunächst in erster Linie Waren für die Deckung der Grundbedürfnisse. Für eine breite Investitionstätigkeit fehlte es den Unternehmen zunächst noch an ausreichendem Kapital. Dies änderte sich in den Folgejahren zunächst zögernd, dann durchgreifend. Grundlage war die gute Gewinnentwicklung, die sich anschließende Investitionsbereitschaft war zu einem großen Teil selbstfinanziert (= eigen- und innenfinanziert). Damit verbesserte sich auch die bis Anfang der 1950er Jahre überaus prekäre Finanzlage sehr vieler Betriebe.
Der Marshallplan stellte bereits ab Ende 1947 Finanzmittel zur Verfügung, die überwiegend als Kredite und nur zu einem kleinen Teil als Zuschüsse gewährt wurden. Ein wichtiger Faktor war der Anstieg des Exportes, verursacht durch sehr geringe Produktionskosten in Deutschland und zeitweilig verstärkt durch den Korea-Boom in den USA (1950/1951). Der feste Wechselkurs zum US-Dollar von 4,20 DM zu 1 US-Dollar wirkte als indirekte Exportsubvention. Es entwickelte sich ein dynamisches und stetiges Exportwachstum. 1960 war der deutsche Export bereits 4,5-mal so hoch wie 1950, das Bruttosozialprodukt hatte sich verdreifacht. Das Kapital der Unternehmen mehrte sich, die Investitionen wuchsen. Der deutsche Anteil an Weltexporten war von sechs auf zehn Prozent gestiegen. Die deutsche Industrie behielt auch nach dem Korea-Boom gegenüber dem Ausland einen Kosten- und damit Preisvorsprung. Deutschland nutzte eine europäische „Dollarlücke“ und die Vorteile der Europäischen Zahlungsunion. Außerdem konnte die deutsche Industrie rasch wieder moderne Investitions- und Gebrauchsgüter aus dem Maschinen- und Fahrzeugbau sowie der Elektroindustrie liefern.
Die enorme Geschwindigkeit der Entwicklung lässt sich unter anderem daran erkennen, dass das Realeinkommen der durchschnittlichen Arbeiterfamilie bereits 1950 das Vorkriegsniveau überschritten hatte. Bereits in ihrem Gründungsjahr 1949 hatte die Bundesrepublik „das Wohlstandsniveau und den Grad der Modernität“ erreicht wie vor dem Krieg. Die Zahl der Arbeitslosen lag Anfang der 1950er Jahre noch bei über zwei Millionen, wurde aber ab 1952 zunehmend kleiner. Der Arbeitskräftebedarf der aufstrebenden Wirtschaft war enorm, und schon 1955 wurden erstmals von offizieller Seite sogenannte Gastarbeiter aus dem Ausland angeworben. Der Bedarf an Arbeitskräften konnte trotz der Zuwanderung aus den ehemaligen deutschen Ostgebieten und durch die Flucht aus der Sowjetischen Besatzungszone und der DDR nicht mehr gedeckt werden, das Wachstum schien in Gefahr. Besonders die sogenannten Übersiedler aus der DDR waren für das Wirtschaftswunder aufgrund ihrer überdurchschnittlichen Qualifizierung von besonderer Bedeutung: hunderttausende von Akademikern, Selbstständigen und Handwerkern kamen bis zum Mauerbau 1961 in den Westen.
Ein weiterer nicht unwesentlicher Punkt war die Abwanderung von Betrieben aus den sowjetisch besetzten Gebieten und der späteren DDR in die westlichen Zonen und die spätere Bundesrepublik. In einigen westdeutschen Regionen führte dies ab 1945 zu einem starken Wachsen der Industrie, insbesondere in dem vor dem Zweiten Weltkrieg noch kaum industrialisierten Bayern. Beispielsweise war Ingolstadt bis 1945 keine Industriestadt, sondern wurde dies erst durch die Abwanderung von Fach- und Führungspersonal der Auto Union AG aus Chemnitz in den ersten Nachkriegsjahren, das zuerst die „Zentraldepot für Auto Union Ersatzteile GmbH“ gründete, die nach Löschung der Auto Union AG aus dem Handelsregister zur „Auto Union GmbH“ umfirmierte. Allein aus Chemnitz wanderte eine Vielzahl von weiteren Unternehmen nach Westen ab, darunter auch die Schubert & Salzer AG, die Wanderer-Werke AG und die Hermann Pfauter AG. Die Konzernzentrale von Siemens wurde aus Berlin nach München und Erlangen verlegt. Es ließe sich noch eine Vielzahl weiterer Beispiele anführen.
Die Investitionen in der Bundesrepublik stiegen von 1952 bis 1960 um 120 Prozent, das Bruttosozialprodukt nahm um 80 Prozent zu. Die deutsche Wiedergutmachungspolitik ebnete nicht nur den Weg für die Rückkehr Deutschlands in die Völkergemeinschaft, sondern sie ermöglichte letzten Endes auch das von dem Bankier Hermann Josef Abs ausgehandelte Londoner Schuldenabkommen von 1953. Mit seiner für Deutschland relativ großzügigen Regelung der Altschulden, die annähernd halbiert wurden, wurde es zu einer wichtigen Grundlage für den weiteren Aufstieg. Bereits 1954 erreichte der Wohnungsbestand in der Bundesrepublik wieder den Umfang des Bestands des letzten Friedensjahres 1938 im gleichen Gebiet. Dieses Tempo des Wiederaufbaus übertraf die Erwartungen; nach Kriegsende hatten Experten den Zeitbedarf für den Wiederaufbau der Städte noch auf 40 bis 50 Jahre geschätzt.

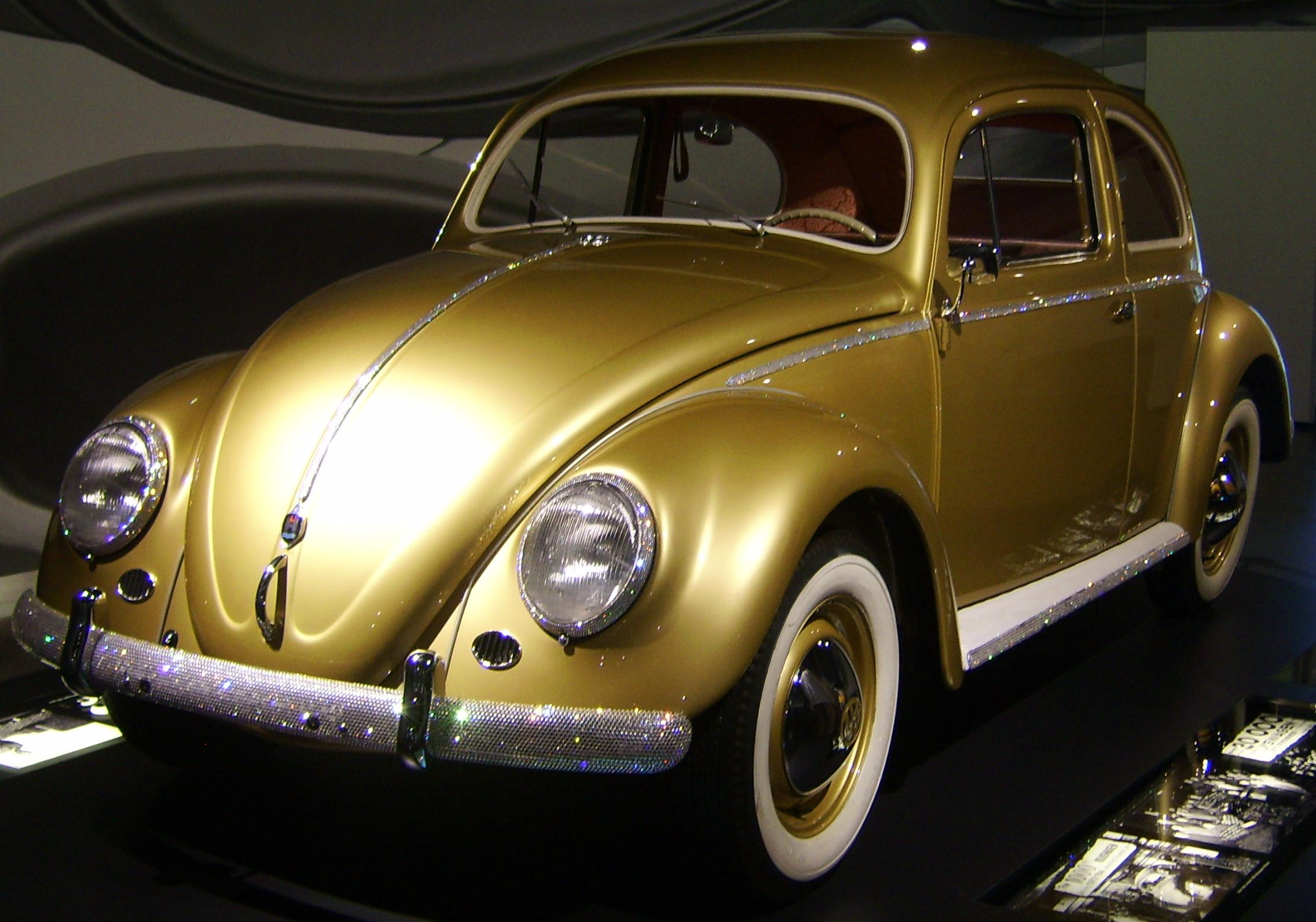
Der einmillionste VW-Käfer am 5. August 1955: ein Exportschlager der deutschen Nachkriegswirtschaft und ein Symbol des sogenannten Wirtschaftswunders.

Ab 1953 standen Kapazitätserweiterungen im Vordergrund der Investitionen. Zuvor mussten Kriegsschäden behoben und dann auch Investitionsrückstände aus den Kriegsjahren aufgeholt werden. Auch die Umstellung auf zivile Produktionen band zunächst erhebliche Teile der knappen Investitionsmittel. Trotz dieser Defizite im Kapitalstock der bundesdeutschen Volkswirtschaft gelangen bald die Aneignung modernster Technologien und der Aufbau einer international wettbewerbsfähigen industriellen Forschung und Entwicklung. Das Jahr 1955 wurde zum wachstumsstärksten Jahr der deutschen Geschichte. Die Wirtschaft wuchs real um 10,5 Prozent, die Reallöhne stiegen ebenfalls um 10 Prozent, der Kfz-Bestand vergrößerte sich in diesem Jahr um 19 Prozent. Noch 1948 fuhren Automobile mit Holzvergaser über die leeren Autobahnen, jetzt bildeten sich in der Urlaubszeit die ersten Staus. Der bis dahin nur vereinzelt verwendete Begriff „Wirtschaftswunder“ wurde 1955 zum geflügelten Wort. Es war zugleich das Jahr, in dem die Bundesrepublik ihre Souveränität weitestgehend zurückerhielt – am 5. Mai 1955, bewusst auf den Tag genau 10 Jahre nach der Teilkapitulation der deutschen Wehrmacht gegenüber den Westalliierten.
Der Westen Deutschlands näherte sich im Laufe der 1950er Jahre dem US-Standard. Die deutsche Fahrzeugindustrie konnte ihre Produktion zwischen 1950 und 1960 verfünffachen. Industrie und Dienstleister konnten innerhalb weniger Jahre zwei Millionen Arbeitslose absorbieren. Die 8 Millionen Heimatvertriebenen und 2,7 Millionen Menschen, die aus der DDR zuwanderten, fanden ebenfalls Arbeit. Seit den späten 1950er Jahren herrschte Vollbeschäftigung, die Arbeitslosenquote lag unter zwei Prozent. Nach heutigem Verständnis war mit einer Quote von circa 4 bis 5 Prozent sogar schon 1955/1956 Vollbeschäftigung erreicht. Von 1950 bis 1970 stiegen die Reallöhne um das Zweieinhalbfache. In der zweiten Hälfte der 1950er Jahre konnte die Bundesrepublik die wirtschaftlichen Lasten der Wiederbewaffnung bereits schultern. In dieser Zeit begann die Deutsche Bundesbank wegen anhaltender Exportüberschüsse hohe Devisenreserven anzuhäufen und die Goldbestände aufzubauen, die sie bis heute besitzt. Auslandsverbindlichkeiten wurden vorfristig getilgt, die D-Mark mehrfach aufgewertet. Der Bundeshaushalt war zwischen 1949 und 1968 fast völlig ausgeglichen, die Staatsverschuldung nahm – gemessen am Sozialprodukt – rapide ab. Gleichzeitig vollzog sich ein rapider Strukturwandel: Noch 1949 waren weite Teile Deutschlands ländlich-agrarisch geprägt und 21 % der Beschäftigten waren in der Landwirtschaft tätig, bis 1970 sank dieser Anteil auf unter 10 %, zugunsten der Industrie und später vor allem des Dienstleistungssektors, die Produktion der verbleibenden Landwirte wurde durch Mechanisierung der Landwirtschaft gesteigert und ihr wirtschaftliches Überleben durch staatliche Subventionen gesichert.
Ab Anfang der 1960er Jahre ging der Investitionsboom langsam zurück. Die Kapazitäten konnten die Nachfrage befriedigen, der technische Rückstand war aufgeholt. Die Wirtschaft wuchs jedoch bis einschließlich 1973, dem Jahr der ersten Ölkrise, weiterhin sehr dynamisch, nur unterbrochen von der leichten Rezession des Jahres 1967: „Erst 1973 endete demnach der Nachkriegsboom.“ Diese wirtschaftliche Entwicklung gilt als einer der Gründe dafür, dass die zweite deutsche Demokratie, anders als die Weimarer Republik, von der Bevölkerung akzeptiert wurde, obwohl sie ein Produkt der alliierten Besatzung war, da sie Wohlstand, Stabilität und sozialen Ausgleich versprach.

## Österreichisches Wirtschaftswunder

### Ausgangssituation

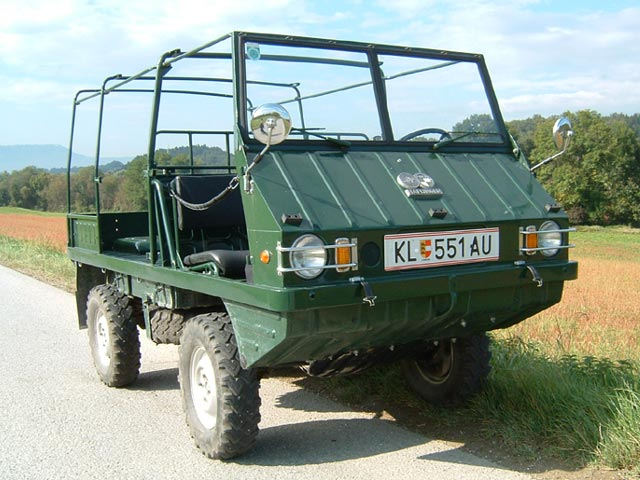
Steyr-Puch Haflinger, österreichischer Exportschlager

In Österreich verlief die Entwicklung ähnlich wie in Deutschland. Nachdem die Reichsmark fast wertlos geworden war, wurde 1945 der Österreichische Schilling wieder eingeführt. Österreich qualifizierte sich 1947 für den Marshall-Plan und konnte angeschlagene Industrien mit US-Hilfe schneller wiederaufbauen und modernisieren. 1952 wurde Reinhard Kamitz Finanzminister. Er verfolgte zusammen mit Bundeskanzler Julius Raab eine Politik der sozialen Marktwirtschaft („Raab-Kamitz-Kurs“). Wie in Westdeutschland entschied man sich auch in Österreich für die Soziale Marktwirtschaft als wirtschaftspolitisches System, was ebenfalls wie in Westdeutschland quer durch die Parteienlandschaft zunächst stark umstritten war.

### Verlauf
In Österreich waren Industrie und Infrastruktur im Zweiten Weltkrieg weit weniger in Mitleidenschaft gezogen worden als in Deutschland. Von 1945 bis 1950 wurden die Leitbetriebe (Austria Metall AG, VÖEST, Steyr-Puch) verstaatlicht und auch mit Hilfe von Steuergeldern und US-amerikanischer Investitionen wieder aufgebaut.
Ein hohes Maß an sozialem Frieden förderte die weiteren Investitionen in österreichischen Unternehmen; deutsche Unternehmen bauten eine Vielzahl von Tochterfirmen in Österreich auf, was die Arbeitslosenquote wie in Deutschland auf unter 3 Prozent drückte. Milliardenprojekte, wie der Aufbau des Speicherkraftwerkes Kaprun oder der Ausbau der Westautobahn (Salzburg-Wien) wurden in Angriff genommen und schufen wiederum Arbeitsplätze.
1949 erfanden Ingenieure der VÖEST das sogenannte Linz-Donawitz-Verfahren, das weltweit die Stahlproduktion revolutionierte. In Steyr-Puch wurden 1959 und 1965 neue Geländefahrzeuge konstruiert, der sogenannte Haflinger und der Pinzgauer, die ein Exportschlager wurden. Erst Mitte der 1960er Jahre kam die hohe Dynamik langsam zum Erliegen, erste Krisen der verstaatlichten Unternehmen und ein Nachlassen im Zuwachs der Kaufkraft setzen ein.

## Ursachen des Wirtschaftswunders

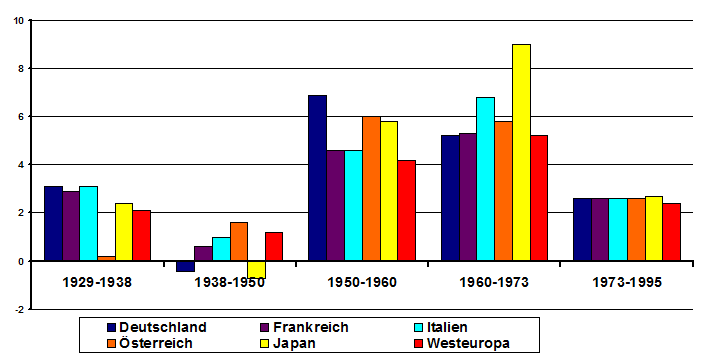
Durchschnittliches Produktivitätswachstum Deutschlands, Frankreichs, Italiens, Österreichs, Japans und Westeuropas während des Goldenen Zeitalters im Vergleich zu den Perioden davor und danach

Nach den Schrecken des Krieges und dem Elend der Nachkriegsjahre kam die Prosperitätsphase der 1950er und 1960er Jahre vor allem für die Deutschen und Österreicher unerwartet, so dass hier zuerst von einem Wirtschaftswunder gesprochen wurde. (Aber schon unter Bismarck gab es das Wort vom deutschen Wirtschaftswunder.) Etwas später sprachen auch die Franzosen von den Trente Glorieuses, den „dreißig glorreichen (Jahren)“, die Spanier von dem Milagro español, die Italiener vom Miracolo economico italiano. Tatsächlich fand in dieser Zeit ein europäisches Wirtschaftswunder statt. Die Deutung des Nachkriegsbooms ist unter Wirtschaftshistorikern und Volkswirten noch nicht ganz einheitlich. Es hat sich aber weitgehend die Ansicht durchgesetzt, dass bis Ende der 1950er Jahre der Rekonstruktionseffekt und bis Anfang der 1970er Jahre der Aufholeffekt eine wesentliche Rolle gespielt haben.

### Marshallplan-Hilfen
Die US-amerikanische Wirtschaftshilfe durch den Marshallplan hat den Wiederaufbau Westeuropas und damit auch das Wirtschaftswunder in Deutschland erleichtert und möglicherweise phasenweise etwas beschleunigt, aber keineswegs allein verursacht. Westdeutschland erhielt insgesamt 1,4 Milliarden US-Dollar als Entwicklungshilfe, unter anderem für den Wiederaufbau der punktuell oft stark zerstörten Infrastruktur. Die Ausgangslage Westdeutschlands nach dem Krieg war günstiger als es eine oberflächliche Betrachtung vermuten ließe:

„Deutschland lag zwar in Trümmern, doch galt dies in erster Linie für die Gebäude in den Innenstädten und die großen Industrieanlagen. Ein größerer Teil der während des Krieges erweiterten maschinellen Ausrüstung der Fabriken war ausgelagert worden und hatte den Krieg unbeschadet überstanden. Trotz aller Zerstörungen übertrafen bei Kriegsende die industriellen Kapazitäten jene zu Beginn des Krieges.“

Jenseits der Marshallplan-Hilfen wurden die Länder wie die Bundesrepublik oder Japan durch die Einbindung in das westliche Wirtschaftssystem, das von den USA dominiert wurde, gefördert, zumal die USA im Sinne des Antikommunismus die Länder als Vorzeigeländer in der Region betrachtete. So erklärte der US-Politologe Chalmers Johnson, dass in den Jahren bis zum Vietnamkrieg Länder wie z. B. Japan massiv als Exportnationen unterstützt wurden – indem man Einfuhrbeschränkungen in die USA trotz Schäden für die US-Wirtschaft senkte.

### Keynesianische Erklärung
Nach keynesianischer Analyse haben die Probleme der Zwischenkriegszeit das Wirtschaftswachstum Westeuropas mehr noch als das Wirtschaftswachstum der USA behindert. Anders als in den USA wurde in Europa überwiegend eine restriktive Geldpolitik verfolgt, welche sich in der Nachkriegsrezession 1920–21, der Stabilisierungskrisen nach der kriegsbedingten Hyperinflation und der Deflationspolitik Großbritanniens mit Rückkehr zum Goldstandard sowie des Deutschen Reiches 1932 sehr nachteilig ausgewirkt habe. Zusammen mit dem Zusammenbruch des internationalen Finanzsystems wird dies auch für die Weltwirtschaftskrise verantwortlich gemacht.
Demgegenüber sei die „keynesianische Epoche“ des Nachkriegsbooms durch eine expansive Wirtschaftspolitik zur Kontrolle des Konjunkturzyklus der BRD, zur Vermeidung von Massenarbeitslosigkeit und zur Erreichung größtmöglicher Kapazitätsauslastung geprägt gewesen. Das System von Bretton-Woods habe zur Liberalisierung des Außenhandels und zur Stabilisierung des internationalen Finanzsystems beigetragen.
Dass Deutschland schon in den 1950er Jahren ein starkes Wirtschaftswachstum erlebte, obwohl es erst in den 1960er Jahren zu einer keynesianischen Wirtschaftspolitik überging spricht nach dieser Ansicht nicht gegen die These, da das deutsche Wachstum schon in den 1950er Jahren nicht allein angebotsseitig bestimmt gewesen sei. Zum einen sei die exportgetriebene Wachstumsstrategie der 1950er Jahre von der Freihandelspolitik und dem allgemeinen westeuropäischen Nachkriegsboom abhängig gewesen. Zum anderen war auch die Deutsche Bundesbank aufgrund des Bretton-Woods-Systems zu einer expansiven Geldpolitik gezwungen worden. Laut Ludger Lindlar ist die keynesianische Erklärung auf längere Sicht in sich schlüssig, kann in der puren Form, also bei Nichtbeachtung des zusätzlichen Rekonstruktions- und Aufholeffekts aber nicht die recht unterschiedlichen Wachstumsraten z. B. zwischen den USA und Großbritannien einerseits und Deutschland oder Frankreich andererseits erklären.

### Angebotstheoretischer Ansatz
Die angebotstheoretische Sichtweise ist als Alternativerklärung zur keynesianischen Sichtweise entwickelt worden. Nach Charles P. Kindleberger und anderen sei es nicht entscheidend gewesen, ob Angebots- oder Nachfragekräfte das Wachstum angestoßen hätten, sondern nur dass die Angebotsseite das Wachstum nicht beschränkte. Entscheidend sei vor allem das „flexible Arbeitsangebot“ aufgrund der schrumpfenden Beschäftigungszahl im landwirtschaftlichen Sektor, hohen Einwanderungsraten und einem hohen Bevölkerungswachstum gewesen. Dies habe Löhne gering gehalten und somit einen von hohen Gewinnen getriebenen Investitionsboom ermöglicht. Barry Eichengreen stellt eher auf institutionelle Lohnzurückhaltung durch soziale Bündnisse von Arbeitgebern und Gewerkschaften bzw. staatliche Lohn- und Preiskontrollen ab.
Nach Ludger Lindlar ist der angebotstheoretische Ansatz in sich schlüssig, kann aber nicht das außergewöhnlich starke Produktivitätswachstum erklären. Gleichwohl wird der angebotstheoretische Ansatz von einigen Ökonomen kritisiert. Wenn zu hohe Löhne der Grund für das Ende des Nachkriegsbooms gewesen wären, hätten sinkende Löhne zu einer Rückkehr des Booms führen müssen. Tatsächlich sind die Reallohnsteigerungen seit 1982 in den meisten westeuropäischen Ländern deutlich hinter dem Produktivitätswachstum zurückgeblieben, so dass in vielen Ländern die Lohnquote wieder auf oder unter das Niveau von 1970 gefallen ist. Einige Ökonomen schließen daraus, dass die bestehende Massenarbeitslosigkeit nicht (mehr) auf zu hohe Löhne zurückgeführt werden könne.

### Nachfragetheoretischer Ansatz
In Ablehnung des angebotstheoretischen Ansatzes ist der nachfragetheoretische Ansatz entstanden. Dem Sayschen Theorem folgend gehen Angebotstheoretiker davon aus, dass die im Wettbewerb unterlegenen Unternehmen sich anderweitig profitable Investitionsmöglichkeiten suchen und finden. Nachfragetheoretiker gehen davon aus, dass dies nicht immer der Fall ist. Wenn die unterlegenen Unternehmen den Markt nicht aufgeben, werden sie im Preiswettbewerb auch eine sinkende Profitrate in Kauf nehmen. Dies wiederum führt branchenweit zu sinkenden Investitionen, sinkender Nachfrage und sinkender Beschäftigung. Demnach hatten die aufholenden Ökonomien, insbesondere Deutschland und Japan in den 1950er und 60er Jahren größere Exportüberschüsse zu Lasten der fortgeschrittenen Ökonomien USA und Großbritannien realisiert. Dies wurde solange toleriert, wie die Vorteile des wachsenden Außenhandels auch in den USA und Großbritannien die Nachteile überwog. In den 1960er Jahren stieg der Welthandel dann so stark an, dass die Außenhandelsdefizite bzw. Überschüsse das Ende des Systems von Bretton-Woods herbeiführten. In der Folge wertete der Dollar gegenüber anderen Währungen stark ab, dies steigerte die internationale Wettbewerbsfähigkeit der USA zulasten der anderen Länder insbesondere Deutschlands und Japans. Zusätzlich unternahm die US-Wirtschaft Maßnahmen zur Kostenreduktion. Die japanische und deutsche Wirtschaft reagierte ihrerseits mit Kostenreduktionen und Lohnzurückhaltung. Verschärft wurde die Situation noch durch den Aufstieg ostasiatischer Ökonomien, die ihrerseits Weltmarktanteile ausbauten. Diesem Ansatz zufolge besteht eine zunehmende Überproduktionskrise bzw. Säkulare Stagnation, die zu einem auf den Nachkriegsboom folgenden langen Abschwung („long downturn“) führte.

### Spezifisch deutsche Entwicklung
Herbert Giersch, Karl-Heinz Paqué und Holger Schmieding erklären den deutschen Nachkriegsboom mit der ordoliberalen Ordnungspolitik. Der Aufschwung sei eingeleitet worden durch eine marktwirtschaftliche Schocktherapie im Rahmen der Währungsreform. Eine zurückhaltende Geld- und Fiskalpolitik habe zu anhaltenden Leistungsbilanzüberschüssen geführt. Das Wachstum der 1950er Jahre sei von spontanen Marktkräften einer deregulierten Wirtschaft sowie reichhaltigen Unternehmensgewinnen getragen worden. Zunehmende Regulierung, höhere Steuern und steigende Kosten hätten dann ab den 1960er Jahren das Wachstum verlangsamt.
Gegen diese Sichtweise wird beispielsweise von Werner Abelshauser oder Mark Spoerer eingewandt, dass eine westdeutsche Sonderentwicklung postuliert werde, die nicht der Faktenlage entspreche. Es gebe nicht nur ein deutsches Wirtschaftswunder, sondern auch z. B. ein französisches. Das französische Wirtschaftswachstum verlief in den 1950er bis 70er Jahren nahezu parallel zum deutschen, obwohl die Soziale Marktwirtschaft in Deutschland und die stärker interventionistische Planification in Frankreich die stärksten wirtschaftspolitischen Gegensätze in Westeuropa darstellten. Dies spreche für eine geringe praktische Bedeutung der verschiedenen wirtschaftspolitischen Konzepte, solange die Eigentumsrechte und ein Mindestmaß an Wettbewerb garantiert bleiben.

### Rekonstruktionsthese
Die Rekonstruktionsthese wurde in Ablehnung einer spezifisch deutschen Interpretation entwickelt. Nach dem in den 1970er Jahren insbesondere von Franz Jánossy, Werner Abelshauser und Knut Borchardt ausgearbeiteten Erklärungsansatz blieb das Produktivitätswachstum aufgrund der Auswirkungen des Ersten und Zweiten Weltkriegs und der dazwischenliegenden Weltwirtschaftskrise weit unter dem potentiellen Produktionspotential der deutschen bzw. europäischen Volkswirtschaften. Abelshauser konnte im Anschluss an zeitgenössische Arbeiten nachweisen, dass das Ausmaß der Kriegszerstörung der deutschen Industrie in der Literatur stark überschätzt worden war. Während es den Alliierten gelungen war, ganze Städte zu zerstören, war die gezielte Zerstörung industrieller Anlagen kaum gelungen. Es bestand daher trotz aller Zerstörung ein bedeutender intakt gebliebener Kapitalstock, hochqualifiziertes Humankapital und bewährte korporativistische Organisationsmethoden. Deshalb bestand nach Kriegsende ein besonders hohes Wachstumspotential. Aufgrund des fallenden Grenzertrags des Kapitals war der Wachstumseffekt der Investitionen zu Beginn der Rekonstruktion besonders hoch und sank dann je mehr sich die Volkswirtschaft dem langfristigen Wachstumstrend näherte. Dem Marshall-Plan wird keine große Bedeutung für die westdeutsche Rekonstruktion zugesprochen, da die Hilfen zu spät anliefen und gemessen an den Gesamtinvestitionen nur ein geringes Volumen hatten. Ebenso wird eine „mythische Überhöhung“ der Währungsreform abgelehnt. Der Rekonstruktionsprozeß hat demnach bereits ein Jahr vor der Währungsreform mit einer starken Ausweitung der Produktion begonnen, dies war die entscheidende Voraussetzung für den Erfolg der Währungsreform.
Abelshauser sieht die Rekonstruktionsthese auch durch den wirtschaftlichen Misserfolg der Währungs-, Wirtschafts- und Sozialunion bestätigt. Auf Basis der spezifisch deutschen Interpretation des Nachkriegsbooms glaubten im Jahr 1990 Bundeskanzler Helmut Kohl sowie die meisten deutschen Politiker und die meisten westdeutschen Wirtschaftswissenschaftler, allein durch eine ordnungspolitisch induzierte Entfesselung der Marktkräfte ein zweites Wirtschaftswunder in den 5 neuen Bundesländern entfachen zu können. Die Regierung folgte im Wesentlichen einem Bulletin Ludwig Erhards von 1953, in dem dieser den wirtschaftlichen Vollzug der Wiedervereinigung geplant hatte. Die Einführung der DM zu einem überhöhten Wechselkurs führte aber lediglich zur Beseitigung der internationalen Wettbewerbsfähigkeit Ostdeutschlands, mit Auslaufen der Transferrubel-Verrechnung am 31. Dezember 1990 brach der ostdeutsche Export schlagartig zusammen. Am Ende erwies sich das Wirtschaftswunder als nicht wiederholbar.
Bei einem Vergleich der Wirtschaftswachstumsraten lässt sich feststellen, dass solche Länder, die erhebliche Kriegsschäden und ein hartes Besatzungsregime erlitten hatten, nach dem Zweiten Weltkrieg besonders hohe Wachstumsraten verzeichneten. So erlebten neben Deutschland auch Österreich, Italien, Japan, die Niederlande und Frankreich zwischen 1945 und 1960 ein stürmisches Aufholwachstum von (im Durchschnitt) jährlich 7–9 %. Weniger stark vom Krieg betroffene bzw. neutrale Länder erlebten ein Wirtschaftswachstum von „nur“ 3–4 %. Nach Ludger Lindlar bietet die Rekonstruktionsthese daher eine Erklärung für die überdurchschnittlich hohen Wachstumsraten der 1950er Jahre. Aber nur die Aufholthese kann das hohe Wachstum der 1960er Jahre erklären.

### Aufholthese (Catch-up-These)
Die 1979 von den Wirtschaftshistorikern Angus Maddison und Moses Abramovitz aufgestellte Aufholthese wird heute von zahlreichen Wirtschaftswissenschaftlern (u. a. William J. Baumol, Alexander Gerschenkron, Robert J. Barro und Gottfried Bombach) vertreten. Die Aufholthese verweist darauf, dass die Wirtschaft der USA bis 1950 gegenüber den europäischen Volkswirtschaften einen deutlichen Produktivitätsvorsprung erarbeitet hatte. Nach dem Krieg starteten die europäischen Volkswirtschaften einen Aufholprozess und profitierten dabei vom Aufholeffekt. Die europäischen Unternehmen konnten sich dabei am Vorbild amerikanischer Unternehmen orientieren. Bildlich gesprochen erfolgte der Aufholprozess im Windschatten der führenden USA und erlaubte somit ein höheres Tempo. Nachdem das Produktivitätsniveau der amerikanischen Volkswirtschaft erreicht wurde und der Aufholprozess somit zum Abschluss gekommen war, trat die westeuropäische Wirtschaft Anfang der 1970er Jahre gleichsam aus dem Windschatten, sodass so hohe Wachstumsraten wie in den 1950er und 60er Jahren nicht mehr möglich waren.
Die Aufholthese kann die unterschiedlich hohen Wachstumsraten z. B. zwischen den USA und Großbritannien einerseits und Deutschland oder Frankreich andererseits erklären. Nach Analyse von Steven Broadberry ergab sich z. B. für Deutschland ein starkes Produktivitätswachstumspotential durch Verringerung niedrigproduktiver Sektoren wie der Landwirtschaft zugunsten hochproduktiver Sektoren wie der Industrieproduktion. Ein solches Potential ergab sich für das stärker industrialisierte Großbritannien nicht. Während 1950 in Großbritannien nur 5 % der werktätigen Bevölkerung im landwirtschaftlichen Sektor arbeiteten, waren es in Deutschland 24 %. Nach ökonometrischer Analyse von Ludger Lindlar bietet die Aufholthese für den Zeitraum von 1950 bis 1973 eine schlüssige und empirisch wohlgestützte Erklärung für das rasche Produktivitätswachstum in Westeuropa und Japan.